# Alois Zátopek

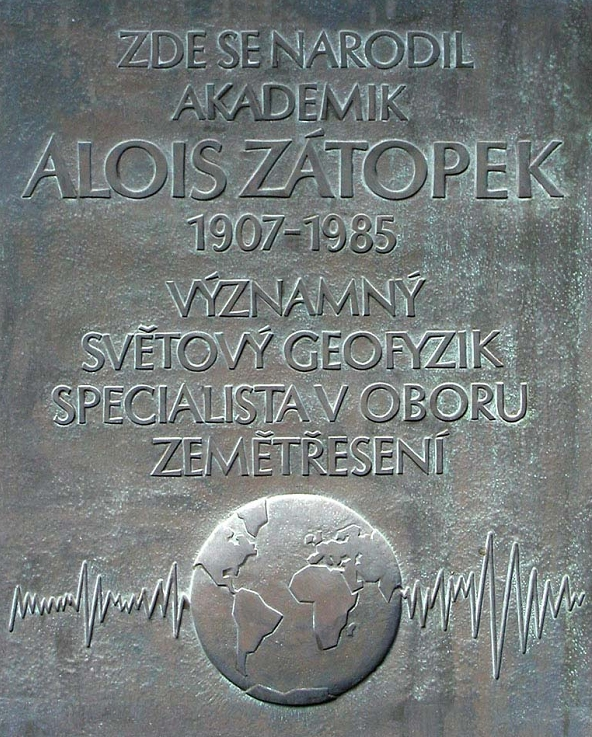
Erinnerungsplakette an seinem Geburtshaus

Alois Zátopek (* 30. Juni 1907 in Zašová, Mähren; † 22. Juni 1985 in Prag) war ein tschechoslowakischer Geophysiker und Pionier der Seismologie in der Tschechoslowakei.
Zátopek studierte nach dem Abitur 1927 in Prag Mathematik und Physik mit der Promotion 1932 und der Habilitation in Geophysik 1946. Er war ab 1934 am staatlichen geophysikalischen Institut in Prag tätig (während der deutschen Besatzung wurde daraus das der Deutschen Universität in Prag), an dem er stellvertretender Direktor und Leiter der Seismologie wurde, und leitete 1935 bis 1954 den seismologischen Dienst der Tschechoslowakei. 1952 wurde er Professor an der Karls-Universität Prag, an der er die Abteilung für Geophysik gründete.
Er befasste sich mit theoretischer Geophysik, Tektonophysik, Mechanismen der Mikroseismik, Tiefenstruktur und Seismik des böhmischen Massivs, Instrumentenentwicklung, beobachtender Seismologie und geophysikalischer Synthese. Von ihm stammen rund 220 Veröffentlichungen.
1968 wurde er Mitglied der Leopoldina. 1953 wurde er korrespondierendes und 1968 volles Mitglied der Tschechoslowakischen Akademie der Wissenschaften (ČSAV), dessen geophysikalisches Institut er gründete. 1964 wurde er Ehrenmitglied der ungarischen geophysikalischen Gesellschaft.
1962 bis 1966 war er Präsident der European Seismological Commission (ESC) und er leitete 1960 bis 1970 deren Unterausschuss für die Karpaten und den Balkan. Außerdem war er Berater der UNESCO für Erdbeben und in verschiedenen internationalen Kommissionen nach schweren Beben. 1958 wurde er Mitglied der internationalen Kommission zum Nachweis von Kernexplosionen in Genf.